# جونا ديفيد
جونا ديفيد (بالإنجليزية: Jonah David)‏ هو فنان إيقاعي أمريكي، ولد في 30 أكتوبر 1977.

## وصلات خارجية
- الموقع الرسمي